# Colegio de Abogados del Callao
El Colegio de Abogados del Callao es un colegio profesional fundado el 15 de agosto de 1961 con carácter de afiliación obligatoria para quienes ejercen la profesión de abogado en la Provincia Constitucional del Callao, en el Perú. Su primer decano fue Juan L. Miller Maertens.